# Videoconferencia

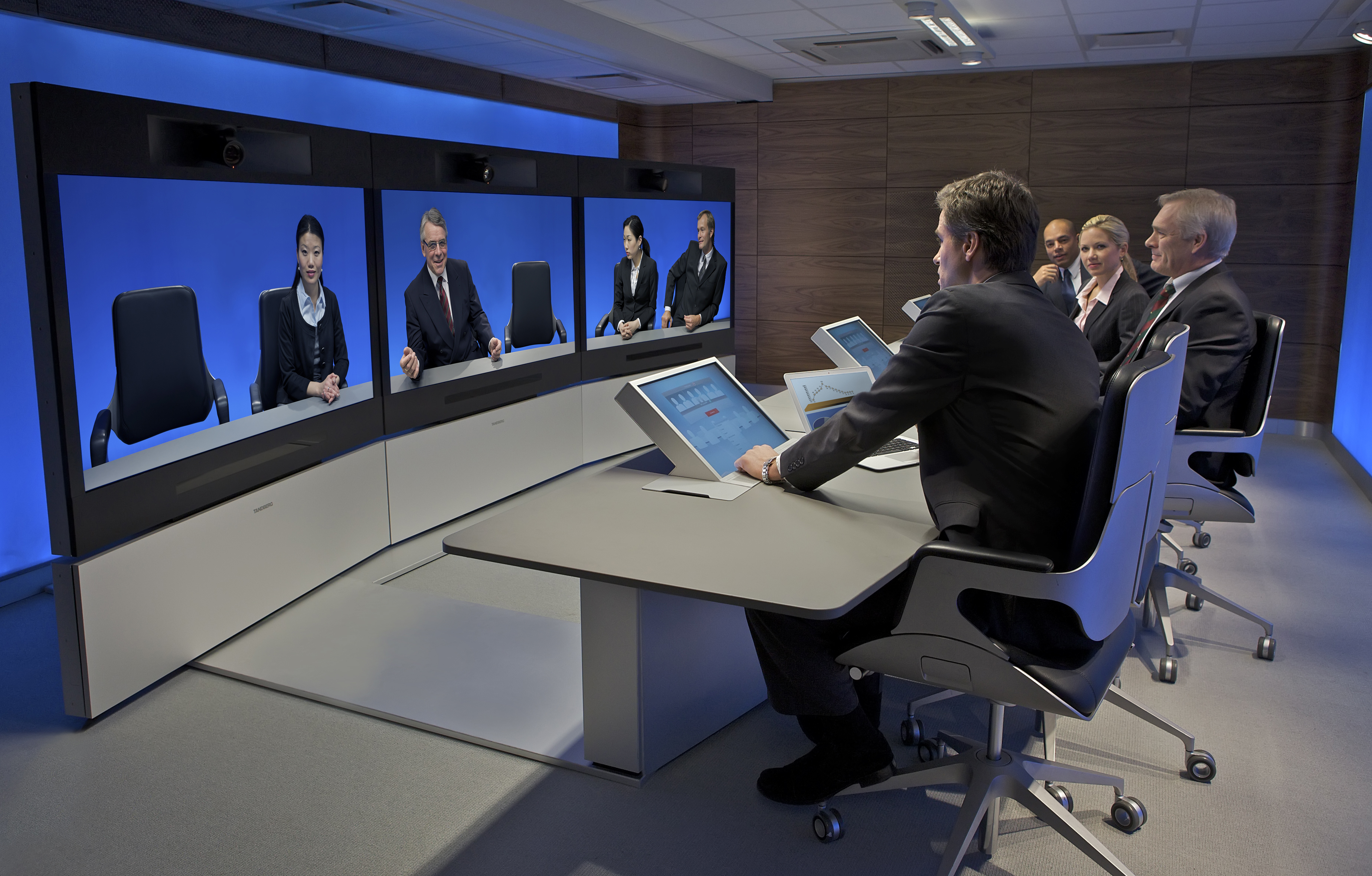
Una videoconferencia.

Una videoconferencia o videollamada es la comunicación simultánea bidireccional de audio y vídeo, que permite mantener reuniones con grupos de personas situadas en lugares alejados entre sí. Así mismo, pueden ofrecerse facilidades telemáticas o de otro tipo como el intercambio de gráficos, imágenes fijas, transmisión de archivos desde el computador u ordenador, etc.
Es un sistema interactivo que permite a varios usuarios mantener una conversación virtual por medio de la transmisión en tiempo real de video, sonido y texto a través de internet.
En una videoconferencia las distintas partes pueden intervenir de forma bidireccional, simétrica y simultánea (modo Dúplex), lo que convierte a todos los participantes en receptores y emisores potenciales, posibilitando la interacción comunicativa entre personas que se encuentran en lugares geográficos distintos como si estuviesen en un mismo punto de reunión.
Los elementos básicos para realizar una videoconferencia son: el hardware, necesario para transmitir audio y vídeo a través de internet (micrófono, cámara, auriculares o altavoces, etc.) y el software a través del cual se desarrollará la videoconferencia (herramienta digital o plataforma para elaborar videollamadas y sala de videoconferencias habilitada por los administradores).

## Definición
Se trata de una tecnología multimedia síncrona que mediante la compresión digital, en tiempo real, de los flujos de audio, datos y vídeo permite a dos interlocutores o más comunicarse simultáneamente, independientemente de su posición geográfica. Se usa también el término videoconferencia para hacer referencia a la propia llamada mediante la que se comunican los propios interlocutores.

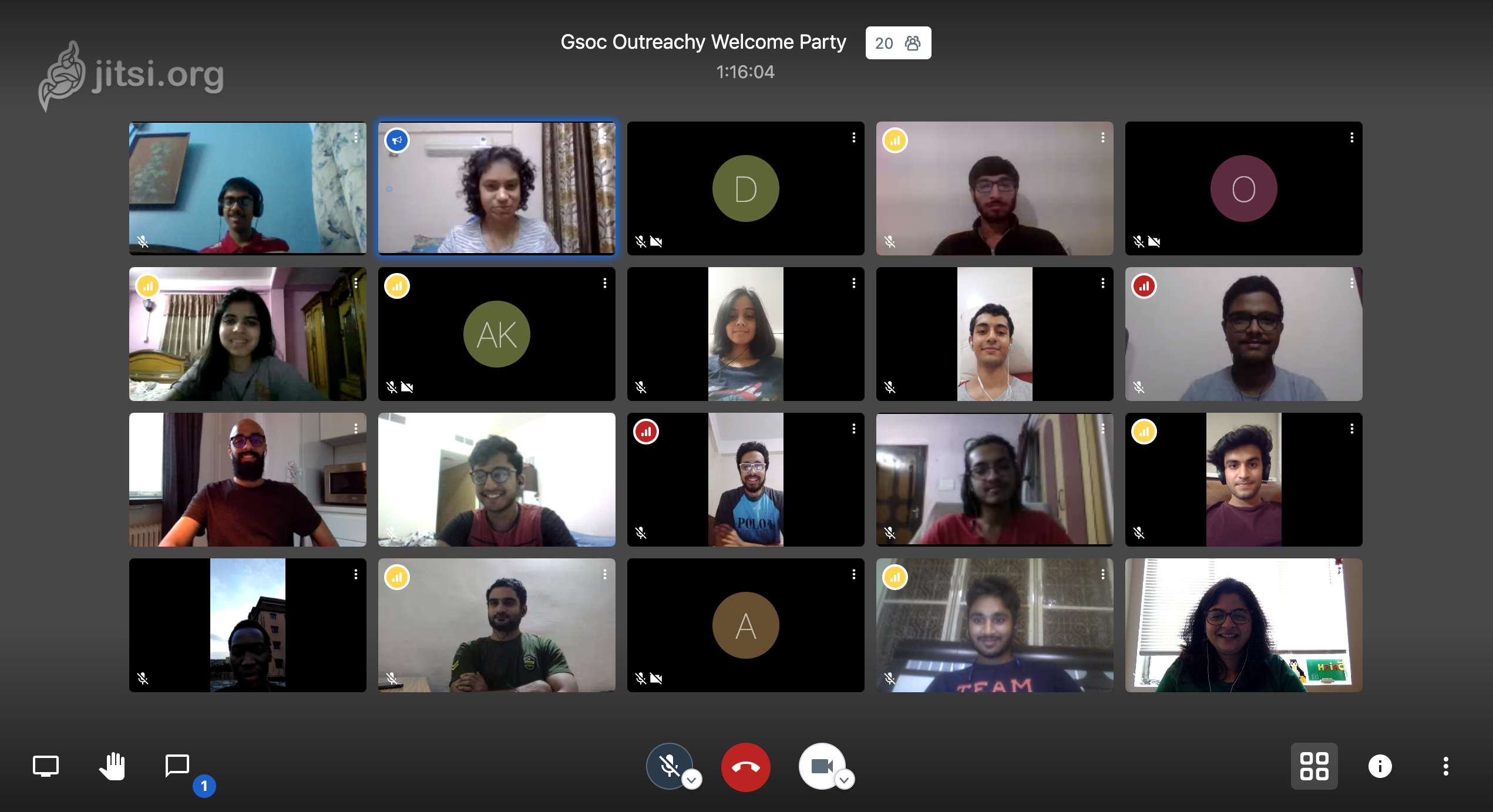
Videoconferencia

La implementación de las videoconferencias brinda importantes beneficios, como el trabajo colaborativo entre personas geográficamente distantes y una mayor interacción entre algunos grupos de trabajo o estudio.
Esta permite mantener reuniones con grupos de personas situadas en lugares alejados entre sí, permitiendo el intercambio de información gráfica, de imágenes, la transferencia de archivos, de vídeo, de voz, permite compartir el escritorio de una computadora u ordenador, hacer presentaciones, etc.
Las limitaciones técnicas, tales como el sonido deficiente, la mala calidad de las imágenes, la poca fiabilidad, la complejidad y el costo, han quedado atrás dando lugar a videoconferencias de alta calidad con audio, vídeo, transferencia de archivos y de un costo más que accesible a la mayoría de los interesados.
La videoconferencia ofrece una solución accesible a la necesidad de comunicación, con sistemas que permiten el transmitir y recibir información visual y sonora entre puntos o zonas diferentes evitando así los gastos y pérdida de tiempo que implican el traslado físico de la persona.

## Historia
El primer uso comercial de la videoconferencia fue en Alemania en 1936. Su funcionamiento se basaba en el uso de un mecanismo compuesto por una red interna de circuito cerrado de televisión, localizada en Postzentralamt Reich (oficina de correos) y que permitió a los nazis llevar a cabo las primeras videollamadas y videoconferencias.
La Segunda Guerra Mundial frenó el avance de esta tecnología, lo que supuso que no prosperase hasta 1959 de la mano de AT&T, con el desarrollo de un prototipo (Picturephone MOD.1) que empleaba un sistema de comunicación de video bidireccional. Posteriormente, el Picturephone MOD.1 sería presentado y comercializado en Nueva York con motivo de la feria mundial en el año 1964.
A finales de la década de los 60, realizar videoconferencias tenía una serie de inconvenientes: por un lado, este servicio tenía un coste muy elevado, junto a una mala calidad de la imagen, el hardware a su vez resultaba muy aparatoso y la inoperatividad de las técnicas de comprensión de video. Lo que supuso que la línea convencional fuera más práctica y eficiente.
A lo largo de la década de los 70 hubo progresos notorios como "la transición de los proveedores de redes telefónicas hacia métodos de transmisión digitales". La industria de los ordenadores también progresó de manera sustancial, tanto en capacidad como en velocidad de procesamiento de datos.
A finales de la década de los 80, con la llegada de las redes digitales de transmisión de telefonía (RDSI) en 1988, facilitó la expansión de las videoconferencias a nivel internacional gracias al comité Consultivo Internacional Telegráfico y Telefónico encargado de regular los estándares de calidad.
En 1992 se empezó a comercializar la primera cámara web llamada XCoffee, creada por 2 miembros del Departamento de Informática de la Universidad de Cambridge (Quentin Stafford-Fraser y Paul Jardetzky).
Durante la década de los 90, gracias en parte al Protocolo de internet (IP), las videoconferencias mejoraron a nivel de tecnología, siendo más eficientes y con mejor compresión de videos desde un ordenador.
En la primera década del siglo XXI, se popularizaron varios servidores de internet gratuitos como Messenger o posteriormente Skype, que permitían establecer la videoconferencia con conexión a internet desde cualquier punto del planeta.
En 2005, Life-size Communications lanzó los primeros sistemas de alta definición para videoconferencias. Posteriormente NETConference dio un giro radical mediante la comunicación en línea, ofreciendo una mayor seguridad (comunicaciones encriptadas) y calidad de servicio.
La empresa MashMeTV, en 2012 creó las videoconferencias colaborativas, lo cual se creó para dar soporte como plataforma en la nube y poder mediante la videoconferencia compartir archivos.
En la década de 2010, la disponibilidad del teléfono inteligente con cámara frontal aumenta rápidamente, lo que permite realizar videoconferencias en dispositivos móviles. Las plataformas de videollamada permiten participar en videollamadas en tiempo real e independientemente de la ubicación mientras se está conectado a redes móviles o wifi. Las ventajas para las empresas, como la reducción de los desplazamientos, la aceleración de la salida al mercado de los productos y el aumento de la colaboración, provocan una rápida adopción por parte de las empresas.
A partir de la segunda década del siglo XXI, con la revolución del Teléfono inteligente surgen multitud de plataformas (WhatsApp, Facebook, Instagram, Twitch, Periscope, Facebook live, Facetime, Google Meet, Zoom, Jitsi, Facebook Messenger, Google Duo, Telegram, Signal,Discord,...). que le otorgan a la videoconferencia un papel relevante. La facilidad de acceso, la velocidad y la calidad de imagen permite una mejora sustancial tanto en la comunicación visual como oral en línea.
En la misma década se integra la videoconferencia basada en la web en los espacios de trabajo colaborativos. Plataformas como G Suite, Microsoft Teams y Slack permiten a los usuarios participar en reuniones multiusuario y trabajar en documentos y hojas de cálculo colaborativas.
También se produce un aumento considerable del uso de las videoconferencias a través de la web. Zoom experimenta un rápido crecimiento en los años inmediatamente posteriores a su lanzamiento, con 1 millón de usuarios en 2013, 10 millones en 2014 y 40 millones en 2015.
La pandemia del Covid-19, a principios del año 2020, trajo consigo el confinamiento de la población, lo que llevó a transformar los hábitos de trabajo y de estudio de forma telemática. Esto supuso un temporal cambio de paradigma, con el uso de la videoconferencia como herramienta laboral y de ocio.
Mientras que Zoom contaba con 10 millones de participantes en reuniones diarias en diciembre de 2019, esta cifra aumentó a 200 millones en mayo de 2020 y a 300 millones en junio de 2020. Microsoft Teams experimentó un rápido crecimiento similar, pasando de 13 millones de usuarios activos diarios en julio de 2019 a 145 millones de usuarios en abril de 2021.

## Tecnología
La tecnología básica utilizada en sistemas de videoconferencia es la compresión digital de audio y vídeo en tiempo real que llega por Enlace por un Circuito de la señal fibra óptica y en forma simultánea por señal de evento por satélite los 2 Consolas. El hardware o software que realiza la compresión se llama codec (codificador / decodificador). Se pueden lograr tasas de compresión de hasta 1:500. El flujo digital resultante de unos (1) y ceros (0) se divide en paquetes etiquetados, que luego se transmiten a través de una red digital (por lo general ISDN o IP). 
La tecnología que utilizan las videoconferencias para que tengan lugar, se dividen, básicamente, en dos tipos de sistemas de videollamada:
1. Sistemas de videoconferencia dedicados como Lifesize o Polycom : Van implementados en equipos de hardware. Posee todos los componentes necesarios empaquetados en un solo equipo, por lo general una consola con una cámara de vídeo de alta calidad controlada remotamente. Hay varios tipos de dispositivos de videoconferencia dedicada: 
  - Videoconferencia para grandes grupos: son dispositivos grandes, no portátiles, más costosos utilizados para grandes salas y auditorios.
  - Videoconferencia para grupos pequeños: son dispositivos no portátiles, más pequeños y menos costosos, utilizados para salas de reuniones pequeñas.
  - Videoconferencias individuales: son generalmente dispositivos portátiles, destinados a usuarios individuales, tienen cámaras fijas, micrófonos y altavoces integrados en la consola.
2. Sistemas de escritorio como Skype o Google Talk: Los sistemas de escritorio son complementos –add-ons-(Por lo general tarjetas de hardware) a los PC normales, transformándolas en dispositivos de videoconferencia. Una gama de diferentes cámaras y micrófonos pueden ser utilizados con la tarjeta, que contiene el codec e interfaces de transmission necesarias. La mayoría de los sistemas de escritorios trabajan estándar H.323. Las Videoconferencias realizadas a través de ordenadores dispersos son también conocidos como e-meetings o conferencias web. Son las que más usuarios reciben diariamente. En función del número de participantes, se puede hablar de:
  1. Videoconferencias punto a punto (solo intervienen 2 usuarios).
  2. Videoconferencias multipunto (más de 2 usuarios).

La tecnología utilizada en sistemas de videoconferencia se basa en la compresión digital de audio y vídeo en tiempo real entre dos o más sistemas. Según el tipo de red utilizada podemos distinguir:
- Videoconferencias sobre RDSI: Para este tipo de videoconferencias se utilizan líneas RDSI, las cuales no son muy habituales. Con este tipo de líneas, dedicadas al tráfico de la videoconferencia, la velocidad será fija y no fluctuará por lo que se podrá asegurar un mínimo de calidad.
- Videoconferencias sobre redes IP: Hoy en día la velocidad de las redes de internet son altas y estables por lo que son un medio ideal para sustituir las redes RDSI y asegurar una calidad adecuada para la realización de videoconferencias.

Para establecer la conexión se definen diferentes protocolos que permiten codificar y decodificar la transmisión de forma que convertimos en unos y ceros los datos entre los sistemas que realizan la videoconferencia. La transmisión de datos se basa en los siguientes elementos:
- Protocolo de video
- Protocolo de audio
- CIF (Common Interface Format)
- Frecuencia de Frames y Motion Compensation

### Protocolo de vídeo
El protocolo usado para videoconferencias es el H.320. Con este estándar se asegura la compatibilidad entre los dispositivos de diferentes fabricantes para establecer comunicaciones audiovisuales, especificando diferentes protocolos para vídeo y audio. Existen tres clases definidas por la Unión Internacional de Telecomunicaciones, las cuales deben cumplir unos requisitos obligatorios para garantizar la compatibilidad con todos los dispositivos:
- Clase 1: Esta clase hace referencia a los requisitos mínimos para que un dispositivo sea compatible con el protocolo H.320. Estos son:
  - Compresión de video en H.261.
  - Resolución QCIF (Quarter Common Intermediate Format).
  - 7.5 fotogramas por segundo.
  - Decodificación con compensación.
  - Protocolo de audio G711.
- Clase 2: Esta clase incluye los requisitos establecidos en la clase 1 y además añade algunas funcionalidades extras de entre las que forman la clase 3.
- Clase 3:  Esta clase es la que incluye, además de los requisitos mínimos de la clase 1, todas las funcionalidades extras:
  - Compresión de video en H.261.
  - Resolución CIF o FCIF (Full Common Intermediate Format).
  - 7.5, 10 o 30 fotogramas por segundo.
  - Pre o postprocesamiento.
  - Codificación y decodificación con compresión.
  - Protocolos de audio G.711, G.722 y G.728.

### Protocolo de audio
Los protocolos de audio que forman parte de las clases del estándar H.320 son:
- G.711: utiliza entre 48 y 64 Kbps. La calidad de sonido es equiparable a la calidad telefónica y es el único protocolo de audio obligatorio para que el dispositivo sea compatible con el estándar H.320.
- G.722: además de las características del protocolo G.711, también añade sonido estéreo y es habitualmente usado en la clase 2.
- G.728: utiliza 16 Kbps y es muy útil en videoconferencias con velocidades inferiores a 256 Kbps permitiendo un mayor ancho de banda para el vídeo.

### CIF y QCIF
CIF (Common Interface Format) utiliza una resolución de imagen de 344x288. Por otro lado, QCIF (Quarter Common Interfaz) define una resolución de 176x144. Los sistemas de clase 1 soportan QCIF mientras que todos los sistemas de clase 3 deben soportar CIF. Algunos dispositivos de clase 2 puede soportar también CIF.

### Frecuencia de frames y motion compensation
La tasa de fotogramas por segundos es la unidad que nos permite definir como de fluido es un vídeo. Cuanto mayor es el número de fotogramas por segundo, más fluido y con menos cortes se muestra el vídeo. El estándar H.320 establece velocidades de 7.5, 10 o 30 fotogramas por segundo.
La compresión de vídeo permite reducir la cantidad que debe ser codificada por cada fotograma. Esta compresión se realiza codificando solo aquellas áreas que han sido modificadas respecto del fotograma anterior reduciendo el ancho de banda que se necesita para el vídeo. Todos los sistemas compatibles con el protocolo H.320 deben ser capaces de decodificar vídeo con compresión.

## Seguridad
El ciberespionaje es una de las principales amenazas en la red y las videoconferencias constituyen un objetivo habitual de los ataques informáticos ya que en ellas se maneja información confidencial y/o estratégica, siendo su seguridad un elemento de vital importancia a considerar que ha sido descuidado durante años por las empresas. El ataque se suele producir principalmente a través del protocolo de iniciación de sesión o del protocolo H.323.
El Instituto Nacional de Ciberseguridad advierte que los datos de los participantes en las videoconferencias están expuestos a los habituales problemas de seguridad de internet. A esto hay que añadirle las carencias de seguridad que puede tener el producto utilizado para llevar a cabo las mismas y el propio desconocimiento de los usuarios en el manejo de estas plataformas.
Para garantizar que el flujo de datos producido en una videoconferencia es seguro existe un marco normativo desarrollado por dos normas ISO tanto en el ámbito de las comunicaciones institucionales ISO/IEC 27002 como en las comunicaciones intersectoriales e inter-organizacionales ISO/IEC 27010.
Debemos procurar tener siempre la última versión de software del sistema que vayamos a utilizar. Cuanto más recientes son las actualizaciones de seguridad, más eficaces ante futuras amenazas. Si nos vamos a dirigir a un entorno conocido, hay que asegurarse de que todos los que tienen acceso forman parte de los contactos previstos. No es aconsejable permitir el acceso a nuevos contactos que no conozcamos. En el caso de que no lo estén, hay que verificar de forma fehaciente que acceden al sistema mediante una autenticación de contraseña segura.
También se debe descargar siempre la plataforma o aplicación que vayamos a usar desde las páginas oficiales legítimas o bien aplicaciones desde el sitio oficial de cada sistema operativo: Apple Store o Google Play.
Las comunicaciones en las videoconferencias se producen en la mayor parte de las aplicaciones habituales mediante dos sistemas de cifrado:
- Cifrado de extremo a extremo: la información enviada viaje cifrada directamente entre emisor y receptor, sin que la empresa que desarrolla la aplicación de videoconferencia tenga acceso a ella.
- Cifrado de seguridad de la capa de transporte: la información enviada viaja cifrada desde el emisor hacia el servidor de la empresa que desarrolla la aplicación que tiene la opción de acceder a la información transmitida.

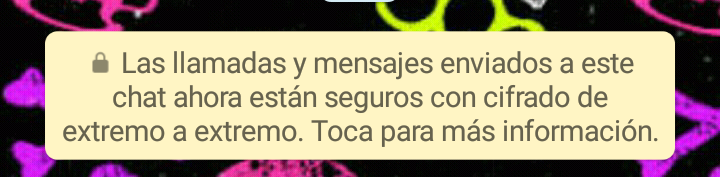
Notificación de WhatsApp en Android al iniciar un nuevo chat, indicando que los mensajes enviados al mismo estarán seguros con el cifrado de extremo a extremo.

Los protocolos de cifrado SSL de los distintos sistemas de videoconferencia para garantizar un acceso seguro oscilan desde los 128 o 256 bits (obsoletos) hasta los 1024 bits ofrecidos por algunas empresas fabricantes como Polycom, lo que supone un aumento del coste total del precio de sus productos. Solo NETConference ofrece niveles superiores a los 1024 bits (llegando hasta los 4096 bits) y es utilizada por el sector bancario y financiero ya que es la que ofrece mayores niveles de seguridad y la única que cumple con los niveles exigidos en la Ley Orgánica de Protección de Datos Personales y garantía de los derechos digitales.
Autenticación doble o verificación en dos pasos: además del uso de la contraseña (paso 1), es normal que se solicite una segunda verificación (paso 2) como envío de sms, correo electrónico o uso de dispositivos biométricos para asegurar que es la persona quien dice ser.

## Videoconferencia en la educación
La educación a distancia es un sistema de enseñanza que no requiere de la presencia física de los estudiantes ni del docente en el mismo lugar de trabajo. Para garantizar una comunicación eficaz y de calidad entre ambas partes, se necesita el uso de aplicaciones o herramientas que permitan conectar a docentes y alumnos. La videoconferencia es una herramienta ideal para suprimir estos encuentros cara a cara y hace posible que se produzca una comunicación sincrónica ágil, clara y de calidad.
La implementación de la videoconferencia en educación permite que se superen las barreras de la separación física a distancia; dando lugar por lo tanto a nuevas formas de organización, metodologías e interacciones. Hasta la llegada de la videoconferencia al ámbito educativo la educación presencial era la que se llevaba a cabo compartiendo ambos, los maestros y los alumnos, el mismo espacio físico. A su vez, la educación no presencial se realizaba a distancia por lo que los alumnos y profesores no compartían el mismo espacio. Pero las tecnologías y los medios telemáticos como la videollamada han cambiado esta percepción permitiendo una educación a distancia presencial mediante los próximos dos modelos:
- El modelo en línea síncrono: Este modelo se centra en los medios telemáticos. Los materiales se estructuran y se diseñan previamente y luego se envían a los estudiantes por vía electrónica. La interacción entre alumnos y profesores se da en tiempo real y los alumnos pueden estar conectados desde un ordenador u otro aparato electrónico.

- El modelo a distancia síncrono: En este modelo hay mínimo dos espacios físicos donde se están dando la enseñanza y el aprendizaje. Uno de los espacios físicos es donde se encuentra el maestro y el otro donde se encuentra el alumno. La interacción es síncrona usando en este caso un medio para comunicarse como la propia videollamada.

Gracias a estos dos modelos se consigue una presencia virtual donde los profesores y los alumnos interactúan “cara a cara” mediante una pantalla pudiendo, aunque estén geográficamente distantes, interactuar de la misma manera que en presencia real.
De este modo surge un nuevo concepto de enseñanza que modifica sustancialmente el espacio educativo y que obliga a la implantación de nuevas formas de organización, metodologías e interacciones. El uso de las videoconferencias en el ámbito educativo supone grandes beneficios para ambas partes. Entre estos beneficios destacan:
- Ahorro importante de costes. No se precisa grandes inversiones para poder comunicarse a través de videoconferencias. Los centros de formación no necesitan una gran inversión en espacios ni en mobiliario. También con este sistema se suprimen los desplazamientos y los gastos asociados.
- Aporta dinamismo y flexibilidad a las clases. Favorece el intercambio de ideas, conocimientos e información. La comunicación no se limita al momento real en el que se está produciendo. Las videoconferencias se pueden grabar y cualquier interesado podrá disponer de ella para volverla a ver en el futuro.
- Aumenta la productividad y se realiza un aprendizaje de calidad. La videoconferencia permite la participación de algún agente externo experto en alguna materia. También permite la utilización de recursos tecnológicos que acelere el aprendizaje y resulte más satisfactorio.
- Mayor participación y audiencia. Las personas conectadas pueden estar en cualquier parte del mundo. Para la comunicación solamente se precisa conexión a internet y un micrófono abierto. También se puede hacer uso de un chat para intercambiar ideas y opiniones entre los participantes.
- Posibilita la investigación y cooperación entre alumnos e instituciones. A través de videoconferencia los alumnos pueden conectar y compartir experiencias con estudiantes de otras instituciones educativas. También se puede contactar con otros organismos (universidades, agencias, equipos de investigación...) que ayuden a los alumnos a mejorar su proceso de enseñanza-aprendizaje o a orientar su futuro.

Para poder realizar una videoconferencia en el ámbito educativo se requieren de algunos recursos que pueden proveerse por parte de las instituciones educativas o por los propios interlocutores. Por lo general son los colegios, institutos o universidades los que disponen de los equipos necesarios. Entre ellos, acceso a una red RDSI, un equipo informático dotado con micrófono y videocámara. Las aulas o espacios en los que poder llevar a cabo las sesiones también deben estar adecuadas a los requisitos de la videoconferencia: un aula de emisión y las aulas remotas necesarias.
El rápido avance de la tecnología ofrece nuevas oportunidades y desafíos a los educadores para implementar el proceso de enseñanza-aprendizaje. Tecnologías sincrónicas, como el uso de videoconferencias, hologramas o avatares en entornos virtuales 3D, representan nuevas herramientas que los educadores pueden utilizar para hacer de la enseñanza un proceso “presencial” en línea. Esta presencialidad virtual es un espacio de confianza para los educadores y estudiantes de esta generación donde ambos colectivos interactúan de forma sincrónica y comprenden adecuadamente las señales y procesos visuales relacionados con los conceptos estudiados, estableciendo diálogos constructivos que favorezcan la correcta toma de decisiones.
La efectividad de la videoconferencia en educación, depende de contar con una buena planificación, conectividad, recursos físicos, experiencia en el campo por parte del docente y predisposición en el uso de esta tecnología por parte de discente y también del docente. La buena planificación y predisposición por parte del docente dependerá en gran parte de la formación de este profesional en metodologías que permitan un buen uso de las mismas aplicadas a la videoconferencia.
Algunas de las ventajas de la videoconferencia en educación es lograr el acercamiento en el frío entorno de la educación en línea, reducir el abandono de las clases, motivar, y aportar calidez y afectividad necesaria en el proceso de enseñanza-aprendizaje.
A continuación, se detallan las situaciones de enseñanza más comunes donde la videoconferencia conforma un elemento enriquecedor de la enseñanza:
1. La tutoría electrónica;  incorporada a la enseñanza presencial como  herramienta de comunicación de manera individual o en grupos de alumnos de tamaño variable.
2. Actividades de colaboración y cooperación; permite realizar un intercambio de información cuando existen problemas entre lo interlocutores para coincidir de forma presencial.
3. Evaluación; la videoconferencia es considerada  como un  instrumento de evaluación válido para la realización de actividades, tareas, obtener información sobre la participación del alumnado así como la  realización de exámenes o entrevistas que ofrece al docente la posibilidad de incluir la grabación o transcripción de las intervenciones como registro de calidad del proceso.

### Fortalezas y debilidades
El uso de las videoconferencias por parte de profesores y alumnos aporta los siguientes beneficios:
- Ahorro de los costes; ya que se evitan los gastos en viáticos,[42] desplazamientos, hospedaje, dietas y contaminación.
- Intercambio de ideas, conocimientos e información.
- Aumento en productividad y ventaja competitiva entre los usuarios de este medio tecnológico.
- Organizar las reuniones de manera inmediata.
- Una alternativa adicional para el mejor aprovechamiento de los recursos de cómputo.
- Reunir académicos situados en diferentes lugares geográficos.
- Planear estrategias de investigación y cooperación.
- Permite a personas geográficamente distantes comunicarse y compartir documentos entre sí.
- Incorporar a la clase expertos reconocidos, instalaciones y acontecimientos remotos.
- Permite al estudiante mantenerse en su zona de confianza y confort.
- Son fáciles de manejar y no exigen mucha destreza.

Los inconvenientes de las videoconferencias en educación son:
- El coste de los equipos y las conexiones necesarias no son asequibles para todas las familias.
- La posible falta de experiencia del profesorado en la utilización de las videollamadas dificulta el uso de esta en el proceso de aprendizaje-enseñanza.
- Necesidad de que los usuarios tengan unas competencias mínimas para manejar los equipos y los programas.
- Hace falta preparación psicológica del profesorado y del alumnado para saber gestionar la interacción virtual y el aprendizaje o enseñanza a distancia.
- Para que el proceso educativo se lleve a cabo, se necesitan unos recursos tecnológicos(conexión a internet y dispositivos) óptimos.

## Aplicaciones para videoconferencia
El auge de las aplicaciones para videoconferencia surge tras las situaciones de confinamiento mundial por la pandemia de Covid-19, ya que hasta entonces su uso estaba extendido sobre todo en el ámbito empresarial o en la comunicación interpersonal con personas residentes en otros países.
Dada la amplia oferta de aplicaciones existentes para poder elegir cual utilizar se puede atender a los siguientes criterios:
- Coste del servicio.
- Número de personas admitidas.
- Duración máxima de la llamada.
- Posibilidad de compartir pantalla o documentos.
- Disponibilidad para PC y/o Teléfono inteligente.
- Capacidad de registro de asistentes.
- Servicio de chat integrado.